# Temporada 1985-1986 del FC Barcelona
Les dades més destacades de la temporada 1985-1986 del Futbol Club Barcelona són les següents:

## Plantilla[1][2]
| President - Josep Lluís Núñez Entrenador - Terry Venables Porters - Francisco J. Urruticoechea - Amador Lorenzo - Covelo | Defenses - José Ramón Alexanko - Julio Alberto Moreno - Miguel Bernardo Migueli - Gerardo Miranda - Josep Moratalla - Manolo Martínez - Josep Vicenç Sánchez - Esteve Fradera - Salva Garcia Puig - Jordi Capella | Centrecampistes - Ramon Maria Calderé - Víctor Muñoz - Bernd Schuster - Esteban Vigo - Ángel Pedraza - Urbano Ortega - Josep Villarroya - Nayim | Davanters - Francisco José Carrasco - Paco Clos - Marcos Alonso - Raúl Vicente Amarilla - Pitxi Alonso - Steve Archibald - Juan Carlos Pérez Rojo - Manolo Muñoz - Francisco López López |

## Resultats
| PARTITS |
| --- |
| 4-8-1985 AMISTÓS ANDORRA-BARCELONA 2-5 8-8-1985 CIUDAD DE PALMA MALLORCA-BARCELONA 0-1 10-8-1985 CIUDAD DE PALMA GREMIO-BARCELONA 1-0 14-8-1985 CIUDAD DE LINEA BOAVISTA-BARCELONA 1-3 16-8-1985 CIUDAD DE LINEA ATLETICO MINEIRO-BARCELONA 1-3 20-8-1985 GAMPER BARCELONA-RAPID DE VIENA 3-0 21-8-1985 GAMPER BARCELONA-HAMBURGO 3-1 25-8-1985 CIUDAD DE ZARAGOZA ZARAGOZA-BARCELONA 0-2 1-9-1985 LLIGA RACING-BARCELONA 0-0 4-9-1985 LLIGA BARCELONA-ZARAGOZA 2-0 8-9-1985 LLIGA ATLETICO DE MADRID-BARCELONA 2-1 14-9-1985 LLIGA BARCELONA-OSASUNA 2-2 18-9-1985 COPA D'EUROPA SPARTA DE PRAGA-BARCELONA 1-2 28-9-1985 LLIGA ATHLETIC DE BILBAO-BARCELONA 2-1 2-10-1985 COPA D'EUROPA BARCELONA-SPARTA DE PRAGA 0-1 6-10-1985 LLIGA BARCELONA-SEVILLA 0-0 9-10-1985 SUPERCOPA D'ESPANYA ATLETICO DE MADRID-BARCELONA 3-1 13-10-1985 LLIGA HERCULES-BARCELONA 1-2 23-10-1985 COPA D'EUROPA BARCELONA-PORTO 2-0 27-10-1985 LLIGA BARCELONA-CADIZ 1-0 30-10-1985 SUPERCOPA D'ESPANYA BARCELONA-ATLETICO DE MADRID 1-0 3-11-1985 LLIGA VALLADOLID-BARCELONA 2-2 6-11-1985 COPA D'EUROPA PORTO-BARCELONA 3-1 9-11-1985 LLIGA BARCELONA-REAL MADRID 2-0 17-11-1985 LLIGA CELTA-BARCELONA 0-2 23-11-1985 LLIGA BARCELONA-SPORTING 2-0 27-11-1985 LLIGA BARCELONA-LAS PALMAS 3-1 1-12-1985 LLIGA REAL SOCIEDAD-BARCELONA 1-5 8-12-1985 LLIGA BARCELONA-BETIS 1-2 15-12-1985 LLIGA VALENCIA-BARCELONA 1-2 22-12-1985 LLIGA BARCELONA-ESPANYOL 0-0 29-12-1985 LLIGA BARCELONA-RACING 2-0 5-1-1986 LLIGA ZARAGOZA-BARCELONA 1-3 11-1-1986 LLIGA BARCELONA-ATLETICO DE MADRID 2-1 15-1-1986 COPA DEL REI LLEIDA-BARCELONA 0-1 19-1-1986 LLIGA OSASUNA-BARCELONA 0-1 26-1-1986 LLIGA BARCELONA-ATHLETIC DE BILBAO 3-1 2-2-1986 LLIGA SEVILLA-BARCELONA 0-0 6-2-1986 COPA DEL REI BARCELONA -LLEIDA 0-0 8-2-1986 LLIGA BARCELONA-HERCULES 3-1 12-2-1986 COPA DEL REI ATLETICO DE MADRID-BARCELONA 1-2 16-2-1986 LLIGA LAS PALMAS-BARCELONA 3-0 23-2-1986 LLIGA CADIZ-BARCELONA 1-3 26-2-1986 COPA DEL REI BARCELONA -ATLETICO DE MADRID 0-0 1-3-1986 LLIGA BARCELONA-VALLADOLID 4-0 5-3-1986 COPA D'EUROPA BARCELONA-JUVENTUS DE TURIN 1-0 8-3-1986 LLIGA REAL MADRID-BARCELONA 3-1 12-3-1986 COPA DEL REI BARCELONA -ATHLETIC DE BILBAO 1-0 15-3-1986 LLIGA BARCELONA-CELTA 1-1 19-3-1986 COPA D'EUROPA JUVENTUS DE TURIN-BARCELONA 1-1 23-3-1986 LLIGA SPORTING-BARCELONA 1-1 25-3-1986 AMISTÓS VIC-BARCELONA 0-8 29-3-1986 LLIGA BARCELONA-REAL SOCIEDAD 2-3 2-4-1986 COPA D'EUROPA IFK GÖTEBORG-BARCELONA 3-0 06-4-1986 LLIGA BETIS-BARCELONA 1-1 9-4-1986 COPA DEL REI ATHLETIC DE BILBAO -BARCELONA 1-2 12-4-1986 LLIGA BARCELONA-VALENCIA 3-0 16-4-1986 COPA D'EUROPA BARCELONA-IFK GÖTEBORG 3-0 /5-4/ PENALS 20-4-1986 LLIGA ESPANYOL-BARCELONA 5-3 26-4-1986 COPA DEL REI ZARAGOZA-BARCELONA 1-0 7-5-1986 COPA D'EUROPA BARCELONA-STEAUA BUCAREST 0-0 /0-2/ PENALS 11-5-1986 COPA DE LA LLIGA BARCELONA-REAL MADRID 2-2 18-5-1986 COPA DE LA LLIGA REAL MADRID-BARCELONA 0-4 24-5-1986 COPA DE LA LLIGA BARCELONA-SPORTING DE GIJON 1-0 29-5-1986 COPA DE LA LLIGA SORTING DE GIJON-BARCELONA 2-2 4-6-1986 COPA DE LA LLIGA ATLETICO DE MADRID-BARCELONA 0-1 8-6-1986 COPA DE LA LLIGA BARCELONA-ATLETICO DE MADRID 1-1 11-6-1986 COPA DE LA LLIGA BETIS-BARCELONA 1-0 14-6-1986 COPA DE LA LLIGA BARCELONA-BETIS 2-0 |